# Château de Gartempe
Le château de Gartempe est situé au bourg de Gartempe, sur la commune du même nom, dans le département de la Creuse, région Nouvelle-Aquitaine, en France.
Le château se trouve à environ 12km à l'ouest de Guéret.

## Historique
Le château a été construit au XVe siècle (1470-1480) avec sa tour d'angle et coursière à mâchicoulis. Il fut conçu comme une résidence dès son origine[réf. souhaitée]

## Architecture
Le ruisseau la Gartempe coule à environ 50m au sud du château.
Les éléments protégés sont: les façades, les toitures et le terrain d'assiette (inscription par arrêté du 25 mars 2002).
Le château de Gartempe est une propriété privée, il ne se visite pas librement.

### Pages externes
- Photos du château sur creuse.meconnu.fr